# Étienne Tenaille-Saligny
Étienne Philippe Théodore Tenaille-Saligny, né le 22 février 1830 à Clamecy (Nièvre), et mort le 24 mars 1889 à Paris 1er, est un homme politique français.

## Biographie
De la même famille qu’Achille Tenaille de Vaulabelle, fils de Jean-Baptiste Étienne Marie Tenaille de Saligny et de Philippine Victoire Aglaé Moret, Étienne Tenaille-Saligny est issu d’une famille bourgeoise aisée. Aussi, il étudie dans les établissements les plus prestigieux de Paris. Toutefois il échoue à son baccalauréat en octobre 1847.
Il entre à la faculté de droit de Paris et obtient une licence en 1850 devenant avocat à la cour d’appel de Paris le 11 novembre 1850. Il visite l’Italie, l’Allemagne et les pays scandinaves. Il devient avocat à la cour d’appel de Paris le 11 novembre 1850, au Conseil d’État et à la Cour de cassation le 24 juillet 1856, ce jusqu’en 1870.
Il revendique d’être impliqué dans le procès des Treize en août 1864. Ardent républicain, franc-maçon, il collabore à l'Impartial de la Nièvre à partir du 5 juin 1867. Il est candidat aux élections législatives dans la Nièvre le 24 mai 1869 (candidat non élu aux élections législatives de 1869, 1876, 1877 contre son éternel opposant Honoré-Joseph-Octave Le Peletier d'Aunay), maire du 1er arrondissement de Paris, [provisoire le 5 septembre 1870], élu le 5 novembre suivant. Il est nommé préfet de la Nièvre le 26 février 1871 ; de la Charente-Inférieure le 13 juillet 1871. Il démissionne à la chute d’Adolphe Thiers (pour se présenter aux législatives) et se trouve remplacé le 26 mai 1873. Il est élu conseiller municipal de Paris (Saint-Germain l'Auxerrois) du 29 novembre 1874 jusqu’à sa démission survenue le 20 mars 1876. Il est candidat aux législatives dans la Nièvre le 30 janvier 1876 pour le Sénat. Il est nommé préfet du Pas-de-Calais le 21 mars 1876. Sa carrière est interrompue le 16 mai 1877. Candidat aux élections législatives de la Nièvre le 10 octobre 1877, il est nommé préfet de la Haute-Garonne du 18 décembre 1877 jusqu’à sa démission survenue le 16 février 1879. Il est enfin élu sénateur comme candidat de la gauche républicaine (Nièvre) le 5 janvier 1879. Il est élu conseiller général de la Nièvre pour le canton de Varzy [janvier 1881-août 1886]. En avril 1887, il recommande Jules Renard, originaire de la région de Clamecy, qui postule pour un emploi administratif du Temps. Il se présente comme candidat au Sénat le 8 janvier 1888.
Parallèlement, il est le collaborateur de revues juridiques et d’ouvrages de politique, auteur de La République et le gouvernement de combat, Paris 1874.
Il est nommé chevalier de la Légion d’honneur le 14 août 1876. Il s’installe à Clamecy avec sa famille, au château du parc Vauvert, ancienne propriété de la famille de Chabannes.
Au début de juin 1861, Étienne avait épousé à Paris Sidonie Arguiot, fille d'un riche marchand du faubourg Saint-Antoine, d'opinion républicaine. C'est par l'intermédiaire du médecin des familles que le mariage s'est organisé. Ils partirent en voyage de noces en Suisse et en Italie pendant deux mois. Le couple aura cinq enfants dont le diplomate Xavier, qui fut empoisonné à 39 ans à Belgrade.
Le père d'Étienne, d'opinion républicaine prononcée, avait fait retirer sa particule qu'il jugeait trop aristocratique et devient ainsi Tenaille-Saligny.
Étienne Tenaille-Saligny était franc-maçon : un tablier du 18° degré lui appartenant a été retrouvé et est actuellement conservé dans son ancien château d’Achun (58).
Très grand propriétaire foncier, il trouve la mort à la suite d'une méningite.